# David Behme
David Behme (auch David Böhme, * 2. April 1605 in Bernstadt; † 9. Februar 1657 ebenda) war ein deutscher Pfarrer und Kirchenlieddichter.
David Behme wurde 1630 Hofprediger des Herzogs Heinrich Wenzel von Münsterberg und Pfarrer in Vielguth. In Bernstadt wirkte er ab 1638 als Pfarrer, Konsistorialrat und Hofprediger.

## Werke
- In dem Leben hier auf Erden ist doch nichts als Eitelkeit
- Herr, nun laß in Friede, lebenssatt und müde, deinen Diener fahren zu den Himmelsscharen selig und im stillen, doch nach deinem Willen (EKG 323)
- Herr Jesu Christe, Gottes Sohn